# Chiesa di San Benedetto al Monte
La chiesa di San Benedetto al Monte è un luogo di culto cattolico che sorge nel cuore del centro storico di Verona, a nord di piazza delle Erbe e nei pressi di quello che era l'antico foro romano di Verona; fa parte dell'omonima diocesi.

## Storia
La chiesa, fondata dal monastero di Leno e quindi sotto la giurisdizione della diocesi di Brescia, venne edificata in corrispondenza dell'area in cui in età romana sorgeva il Capitolium di Verona; di questa originaria struttura sopravvive solo la cripta, con le colonne e i capitelli del IX secolo. La dipendenza dall'abbazia bresciana è documentata a partire dall'806 e confermata dagli imperatori del Sacro Romano Impero Enrico II e Corrado II, rispettivamente nel 1019 e nel 1036, quindi dai papi Gregorio VII nel 1078, Callisto II nel 1119, Innocenzo II nel 1132, Papa Eugenio III nel 1146 e ancora da papa Adriano IV e papa Alessandro III. Quella di Leno era un'importante abbazia fondata dal re longobardo Desiderio e successivamente sostenuta con la donazione di molti possedimenti, una modalità del sovrano di cercare di esercitare il controllo. Alla chiesa benedettina è stato associato il cimitero ritrovato a circa quindici metri dalla facciata della chiesa, dove sono state rinvenute quattro tombe di persone adulte e undici di fanciulli, databili ai secolo X e XI.
Nel XII secolo, probabilmente a causa del catastrofico terremoto del 1117, la chiesa superiore venne ricostruita in stile romanico, tuttavia tra il 1615 e il 1617 essa subì un ulteriore radicale rinnovamento: le scale che portavano alla cripta furono murate e l'ingresso spostato all'esterno, e l'edificio assunse l'aspetto attuale, anche se nel corso del secolo successivo l'aula venne sopraelevata. La chiesa, cui nel corso del tempo venne aggiunto il toponimo "Monte" dal Monte di Pietà che sorge proprio di fronte all'edificio chiesastico, istituito nel 1490 dal frate francescano Michele da Acqui, divenne una parrocchia nel XVI secolo che però venne soppressa nel 1805 a causa di un decreto napoleonico, di conseguenza aggregata alla parrocchiale di Santa Anastasia.
Tra il 2015 ed il 2017 la cripta fu oggetto di indagini archeologiche e di un accurato intervento di restauro, conservativo e statico; in questa occasione è stata ripristinata una delle due scale preesistenti, in modo da collegare direttamente la cripta alla chiesa superiore.

## Descrizione

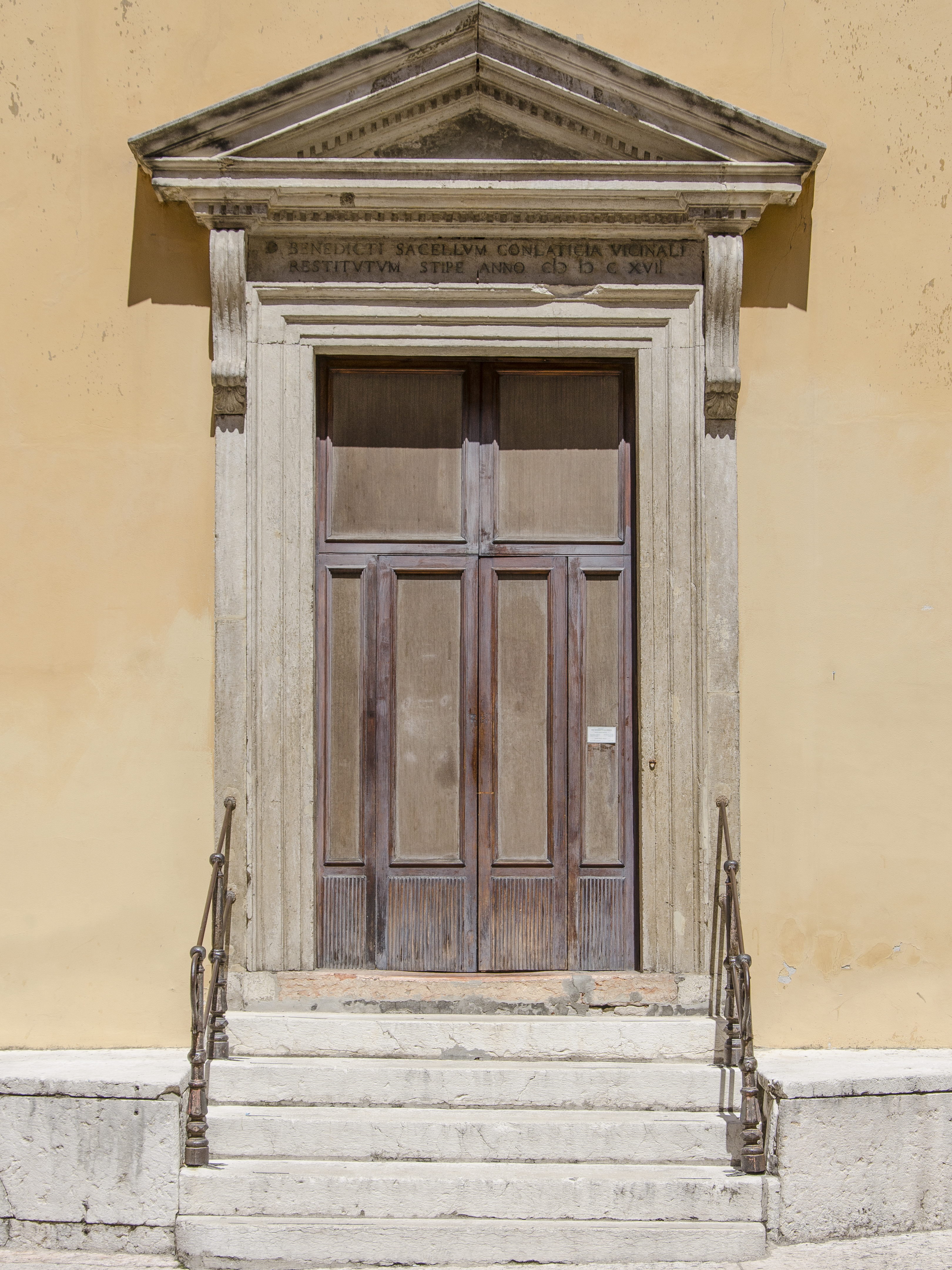
Portale d'ingresso

La facciata a capanna è caratterizzata da un portale d'ingresso timpanato a cui si può accedere tramite una breve scalinata di cinque gradini e, più in alto, da una finestra semicircolare. Altre tre finestre simili si aprono lungo il prospetto laterale, il quale è coronato da una semplice cornice modanata sotto-gronda. Un piccolo campanile a vela si trova sulla copertura.
La chiesa è ad aula unica rettangolare, con presbiterio rialzato di un gradino e dotato di balaustra, terminante con un'abside semicircolare. Lungo la parete destra si trova l'altare della Madonna e su quello sinistro l'altare del Sacro Cuore di Gesù, mentre al centro dell'abside si trova una pregevole pala di Jacopo Ligozzi. L'aula e il presbiterio sono coperti da una volta a botte in muratura e intonacata, mentre l'abside è chiuso da una semi-calotta sferica.
La cripta, ambiente ipogeo del tipo detto "ad oratorio", è un ambiente rettangolare concluso con un'abside semicircolare, lungo 13 metri e largo 7 e suddiviso in due navate composte ognuna di tre campate. L'ambiente è coperto da una teoria di volte a crociera che poggiano sui pilastri centrali (al cui interno sono state inglobate le antiche colonne con capitelli scolpiti) e su alcune semicolonne situate lungo il perimetro.